# Carlos Calderón de la Barca
Carlos Calderón de la Barca Perea (* 2. Oktober 1934 in Mexiko-Stadt; † 15. September 2012 in Puebla) war ein mexikanischer Fußballspieler auf der Position des Stürmers.

## Biografie
Während seiner erfolgreichsten Jahre (1956 bis 1958), in denen er es auf insgesamt acht Länderspieleinsätze brachte und dabei drei Tore für die mexikanische Nationalmannschaft erzielte, stand Calderón de la Barca bei seinem Heimatverein Atlante unter Vertrag. 1958 wechselte er zum neu in die zweite Liga aufgenommenen Poza FC. Gegen Ende seiner aktiven Karriere trug er mit seiner Torgefährlichkeit wesentlich dazu bei, dass der Club Universidad Nacional in der Saison 1961/62 Meister der Segunda División wurde und somit in die Primera División aufstieg, in der der Verein seither ununterbrochen vertreten ist.
Sein Länderspieldebüt gab er beim 1:1 gegen Costa Rica am 26. Februar 1956 im Rahmen der Panamerikanischen Meisterschaften, er erzielte in diesem Spiel auch gleich sein erstes Länderspieltor. Auch seine nächsten vier Länderspiele bestritt er im Rahmen dieses Turniers und erzielte beide Tore zum 2:1-Sieg gegen Chile am 17. März 1956.
Höhepunkt seiner Länderspielkarriere war die Teilnahme an der Fußball-Weltmeisterschaft 1958, bei der er das Auftaktspiel gegen Gastgeber Schweden (0:3) absolvierte. Die am 8. Juni 1958 ausgetragene Begegnung war zugleich sein letzter Länderspieleinsatz. 
Calderón de la Barca starb im September 2012 in Puebla an einem Herzinfarkt.